# Колмаков, Анатолий Дмитриевич
Колмаков Анатолий Дмитриевич (1 апреля 1921 года, с. Вознесенск, Красноярский край, — 14 июля 1988 года, г. Томск) — советский учёный в области механики, организатор науки.

## Биография
Родился в семье крестьянина-середняка. В 1928 году отец, Дмитрий Григорьевич (1883—1958), был отправлен на строительство Беломорканала. С двумя младшими детьми мать, Анна Васильевна (1880—1958), переехала в Красноярск к старшей дочери, работала уборщицей в речном порту.
В 1938 году с отличием окончил среднюю школу и поступил на физико-математический факультет Томского государственного университета (ТГУ). Окончил Университет в 1942 году (из-за войны по сокращённой программе), выпускник кафедры математики Ученик В. Д. Кузнецова. В армию призван не был из-за сильной прогрессирующей близорукости. Получил предложение продолжить работу в ТГУ.
С 1942 года работал в спецотделе в Сибирском физико-техническом институте (СФТИ). В условиях военного времени выполнял также другие поручения: заготовитель дров, уполномоченный по хлебозаготовкам, председатель колхоза. Основная работа по специальности — «Физические основы бронепробиваемости», выработка рекомендаций по улучшению качеств брони и снаряда.
После окончания Великой Отечественной войны в СССР вывезли в качестве трофеев немало образцов иностранного стрелкового оружия, часть его оказалась в Томске, в распоряжении спецотдела СФТИ. Из этих образцов в 1947 году А. Д. Колмаков организовал кабинет-музей — собрание оружия стран, принимавших участие во Второй мировой войне. С организацией в 1968 году НИИ ПММ, музей перешёл к новому институту.
Кандидат физико-математических наук (1957), доцент.
В 1968 году директор-основатель НИИ прикладной математики и механики ТГУ. Руководил Институтом до 1988 года.
Институт был создан на базе специального отдела СФТИ, начальником которого в начале 1960-х годов стал А. Д. Колмаков. В это время в штате состояло семь человек, из которых научных сотрудников было трое. В отделе велись исследования по ракетно-космической тематике, без ориентации на стратегических партнёров и заказчиков.
При активном участии ведущих учёных физико-технического факультета ТГУ А. Д. Колмаков сумел добиться установления долговременных научно-технических контактов с предприятиями оборонных отраслей промышленности. В 1970-х годах он организовал отраслевые научно-исследовательские лаборатории четырёх министерств оборонного комплекса и одной — Министерства химической промышленности СССР. От них было получено финансирование на 100 штатных единиц сотрудников, была утверждена тематика работ. В спецотделе своими силами были построены и оснащены совершенными установками стенды для исследования высокоскоростного метания и бронебаллистики, двухфазных течений в соплах и процессов горения твёрдых топлив в различных условиях. Велись работы по созданию феноменологических математических моделей для разработки аппаратов и технологий по переработке порошковых материалов (в современной терминологии нанотехнологий) и другое.
Член Национального комитета СССР по теоретической и прикладной механике (редкое в то время исключение для учёных — не докторов наук).
Жил в Томске на Советской улице («дом преподавателей»)[уточнить]

## Научные интересы
Основные труды в области баллистики.
Автор более 100 научных публикаций и около 20 изобретений. Им и при его участии создан ряд уникальных экспериментальных установок: камеры для прерывания горения, эрозийные установки, установки для исследования горения в условиях перегрузок и в водной среде.

## Семья
Супруга — Колмакова Лидия Фёдоровна (1920—2014), сотрудник клиники факультетской терапии, кандидат медицинских наук. Дети: дочери Светлана (1943) и Ольга (1959), сын Олег (1946).

## Память
Похоронен на кладбище Бактин.
19 октября 2001 года на фасаде НИИ ПММ ТГУ открыта мемориальная доска А. Д. Колмакову, автор мемориальной доски — скульптор Леонид Майоров.

## Награды
Орден Трудового Красного Знамени
Орден Знак Почёта
медаль «За доблестный труд. В ознаменование 100-летия В. И. Ленина»
Золотая медаль имени Королёва Федерации космонавтики СССР.